# Арбат (район Москви)
Арба́т — історичний і адміністративний район в Москві, а також внутрішньоміське муніципальне утворення. Знаходиться на території Центрального адміністративного округу на захід від Кремля.
Площа території району — 211 га. Чисельність населення — 26,9 тис. чол. (на 1 січня 2010 г.). Площа житлового фонду — 754 тис. м².
На території знаходяться важливі міністерства: Міністерство оборони РФ, Міністерство закордонних справ РФ, Мінекономрозвитку (Трубніковскій пров., 19).
Найважливіші вулиці — Арбат (пішохідна) і Новий Арбат, Садове кільце, Воздвиженка.

## Пам'ятки

### Музеї
- Меморіальна квартира Пушкіна на Арбаті
- Меморіальна квартира Андрія Білого (Бориса Бугаєва) на Арбаті

### Храми
- Церква Миколи Чудотворця на Щепах
- Церква Спаса Преображення на Пісках

### Архітектурні споруди
- Будинок Мельникова